# 1810 na ciência

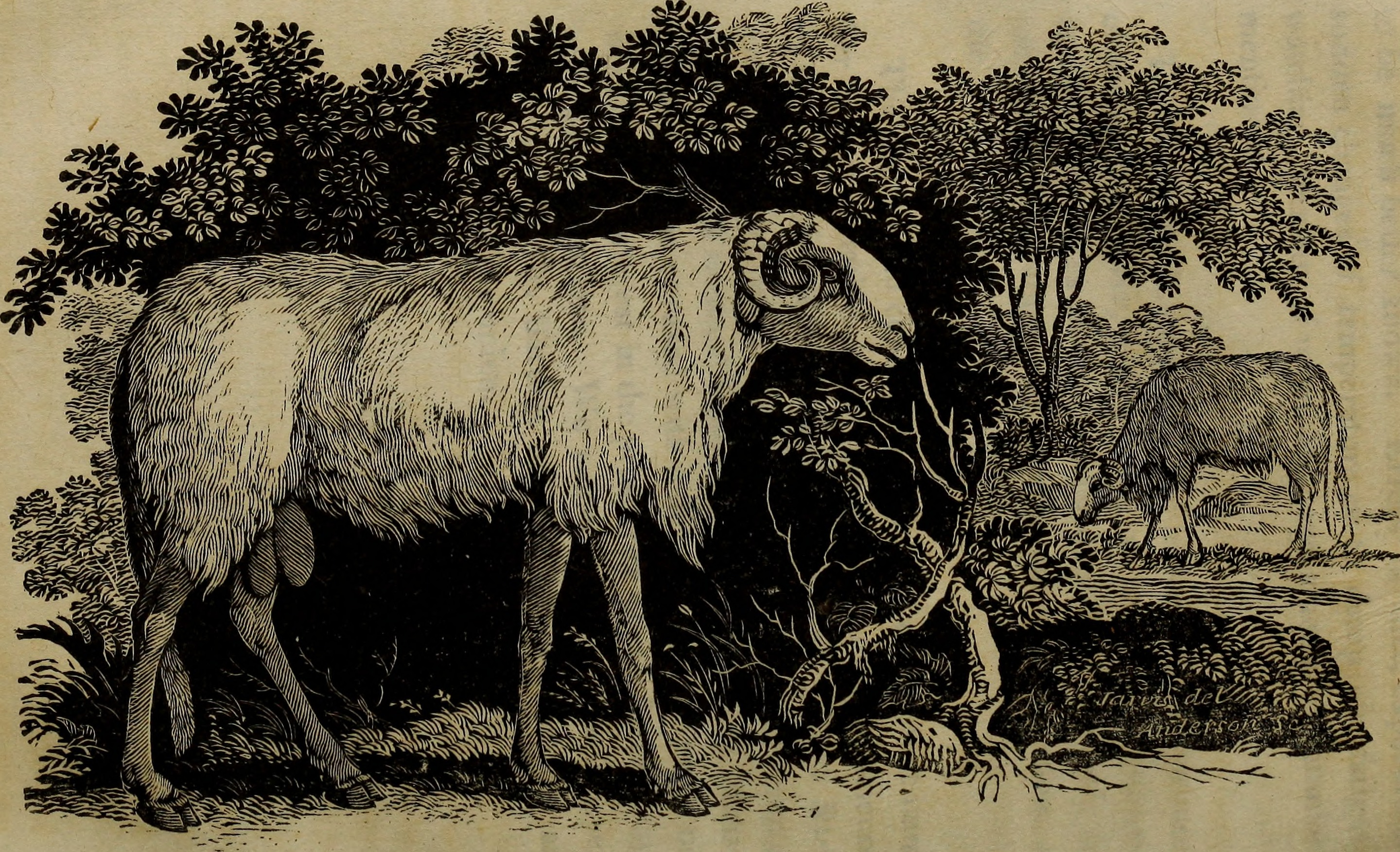
Em uma carta a Robert L. Livingston, Dr. Mitchhill em 27 de agosto de 1810, citava uma ovelha "singular" que George Davis havia levado consigo numa viagem de Trípoli para análises e estudos médicos sobre inteligência doméstica

## Nascimentos
| Data       | Nome          | Profissão                            | Nacionalidade                         | Observações                    | Ref   |
| ---------- | ------------- | ------------------------------------ | ------------------------------------- | ------------------------------ | ----- |
| 3 de junho | Robert Mallet | geólogo, engenheiro civil e inventor | Reino Unido da Grã-Bretanha e Irlanda | m. 1881 Medalha Wollaston 1877 | [ 1 ] |

## Mortes
| Data | Nome | Profissão | Nacionalidade | Observações | Ref |
| ---- | ---- | --------- | ------------- | ----------- | --- |

## Prémios
Medalha Rumford
- Étienne-Louis Malus[2]